# Eleccions legislatives italianes de 1968
Les eleccions legislatives italianes de 1968 se celebraren el 19 de maig. Hi debutarà el recien unificat PSI-PSDI amb un bon resultat, mentre que el PSUP arrabassà vots al PCI per l'esquerra.

## Cambra dels Diputats
| ← Eleccions legislatives italianes, 1968 →           |            |        |        |
| Partits                                              | vots       | %      | escons |
| Democràcia Cristiana Italiana (DC)                   | 12.441.553 | 39,12  | 266    |
| Partit Comunista Italià (PCI)                        | 8.557.404  | 26,91  | 177    |
| PSI-PSDI Unificats (PSU)                             | 4.605.832  | 14,48  | 91     |
| Partit Liberal Italià (PLI)                          | 1.851.060  | 5,82   | 31     |
| Moviment Social Italià (MSI)                         | 1.414.794  | 4,45   | 24     |
| Partit Socialista Italià d'Unitat Proletària (PSIUP) | 1.414.544  | 4,45   | 23     |
| Partit Republicà Italià (PRI)                        | 626.567    | 1,97   | 9      |
| Partit Democràtic Italià d'Unitat Monàrquica (PDIUM) | 414.423    | 1,30   | 6      |
| Südtiroler Volkspartei (SVP)                         | 152.954    | 0,48   | 3      |
| altres                                               | 324.122    | 1,02   | 0      |
| Totae                                                | 31.803.253 | 100,00 | 630    |

## Senat d'Itàlia
| Partits                                                                              | vots       | vots (%) | escons |
| ------------------------------------------------------------------------------------ | ---------- | -------- | ------ |
| Democràcia Cristiana Italiana (DC)                                                   | 10.965.790 | 38,34    | 135    |
| Partit Comunista Italià (PCI) - Partit Socialista Italià d'Unitat Proletària (PSIUP) | 8.583.285  | 30,01    | 101    |
| PSI-PSDI Unificats (PSU)                                                             | 4.355.506  | 15,23    | 46     |
| Partit Liberal Italià (PLI)                                                          | 1.936.943  | 6,77     | 16     |
| Moviment Social Italià (MSI)                                                         | 1.380.452  | 4,83     | 11     |
| Partit Republicà Italià (PRI)                                                        | 620.658    | 2,17     | 2      |
| Partit Democràtic Italià d'Unitat Monàrquica (PDIUM)                                 | 308.916    | 1,08     | 2      |
| Südtiroler Volkspartei (SVP)                                                         | 131.080    | 0,46     | 2      |
| altres                                                                               | 318.617    | 1,11     | 0      |
| Total                                                                                | 28.601.247 | 100,00   | 315    |